# Liste des évêques et archevêques de Baltimore
Cette page présente la liste des évêques et archevêques de Baltimore
La préfecture apostolique des États-Unis d'Amérique est créée ex nihilo le 26 novembre 1784.  Elle est érigée en diocèse et change de dénomination le 6 novembre 1789 pour devenir le diocèse de Baltimore. C'est le premier diocèse érigé aux États-Unis. Il est élevé au rang d'archidiocèse métropolitain le 8 avril 1808 (Archidioecesis Baltimorensis).
Le 22 juillet 1939 l'archidiocèse de Washington est érigé par scission de celui de Baltimore. L'archevêque Michael Curley est ordinaire personnellement des deux sièges. Il continue à résider à Baltimore. 
Le 15 novembre 1947, à la suite du décès de Mgr Michael Curley intervenu le 16 mai, les deux sièges sont définitivement séparés. Mgr Patrick O'Boyle devient archevêque de Washington le 27 novembre et Mgr Francis Keough devient archevêque de Baltimore deux jours plus tard.

## Est préfet apostolique
- 9 juin 1784-6 novembre 1789 : John Carroll, préfet apostolique des États-Unis d'Amérique.

## Est évêque
- 6 novembre 1789-8 avril 1808 : John Carroll, promu évêque de Baltimore.

## Puis sont archevêques
- 8 avril 1808-† 3 décembre 1815 : John Carroll, promu archevêque de Baltimore.
- 3 décembre 1815-† 18 juin 1817 : Leonard Neale
- 14 juillet 1817-† 29 janvier 1828 : Ambroise Maréchal (né à Orléans en 1768, prêtre de Saint-Sulpice émigré après la Révolution)
- 29 janvier 1828-† 19 octobre 1834 : James Whitfield
- 19 octobre 1834-† 22 avril 1851 : Samuel Eccleston
- 19 août 1851-† 8 juillet 1863 : Francis Kenrick (Francis Patrick Kenrick)
- 3 mai 1864-† 7 février 1872 : Martin John Spalding (Martin John Spalding)
- 30 juillet 1872-† 3 octobre 1877 : James Bayley (James Roosevelt Bayley)
- 3 octobre 1877-† 24 mars 1921 : cardinal (7 juin 1886) James Gibbons
- 10 août 1921-† 16 mai 1947 : Michael Curley (Michaël Joseph Curley), également archevêque de Washington à partir du 22 juillet 1939 et jusqu'à sa mort.
- 29 novembre 1947-† 8 décembre 1961 : Francis Keough (Francis Patrick Keough)
- 8 décembre 1961-2 avril 1974 : cardinal (22 février 1965) Lawrence Shehan (Lawrence Joseph Shehan)
- 25 mars 1974-6 avril 1989 : William Borders (William Donald Borders)
- 11 avril 1989-12 juillet 2007 : cardinal (26 novembre 1994) William Keeler (William Henry Keeler)
- 12 juillet 2007-29 août 2011 : Edwin O’Brien (Edwin Frederick O’Brien)
- depuis le 20 mars  2012 : William Lori (William Edward Lori)

## Galerie de portraits

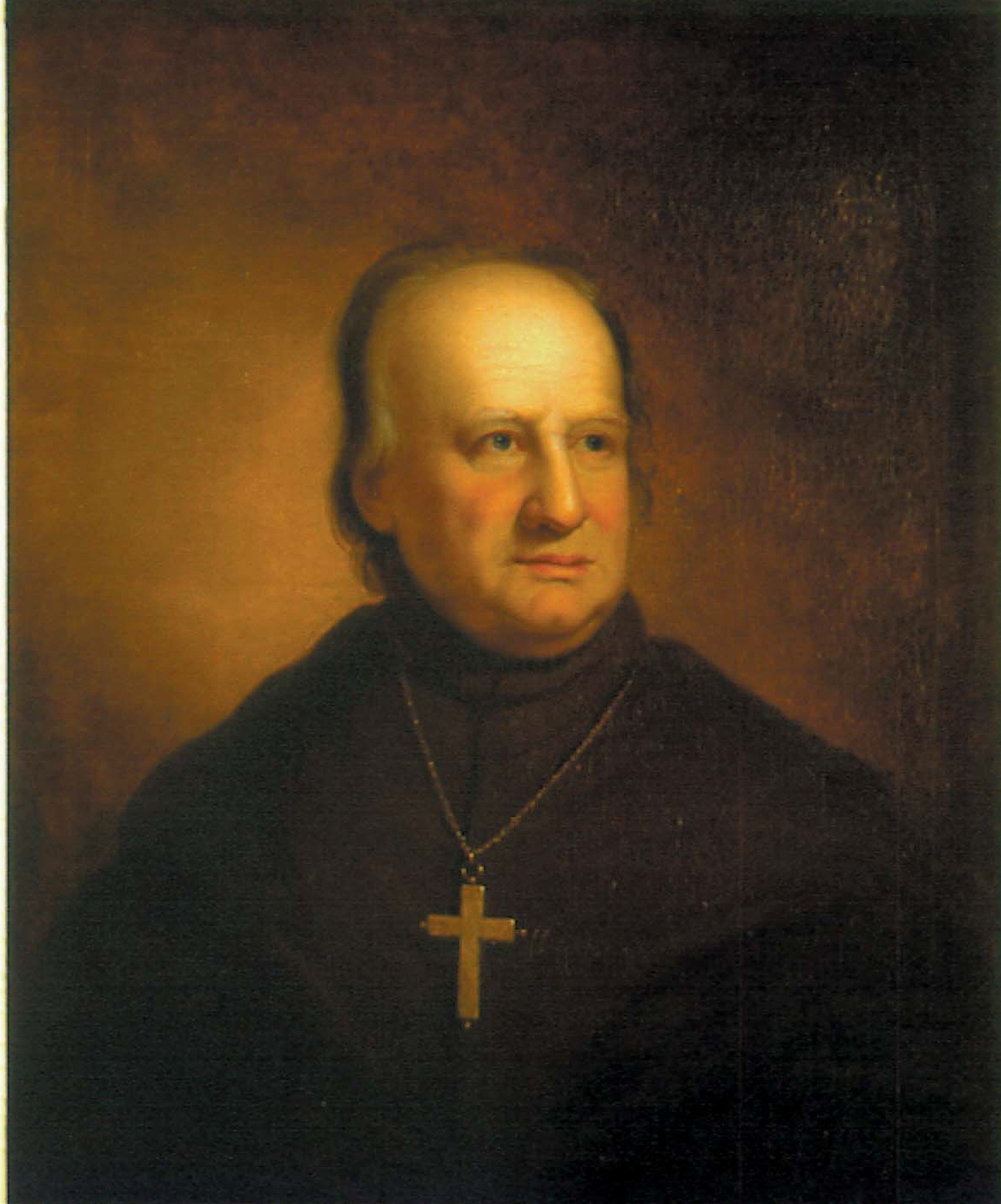
John Carroll (1784-1815)
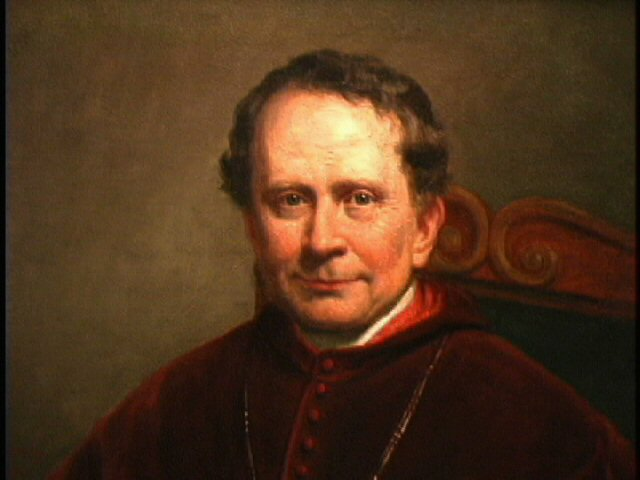
Francis Ier Kenrick (1851-1863)
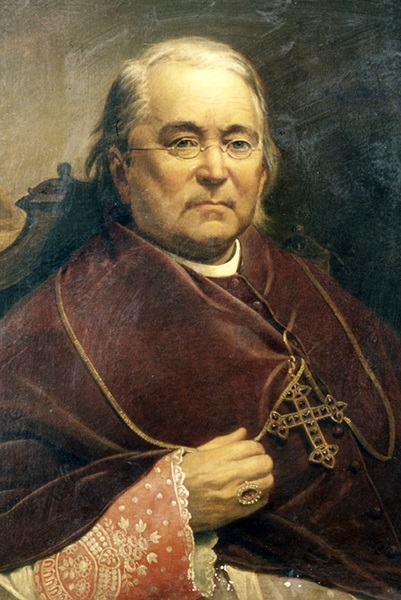
Martin John Spalding (1864-1872)
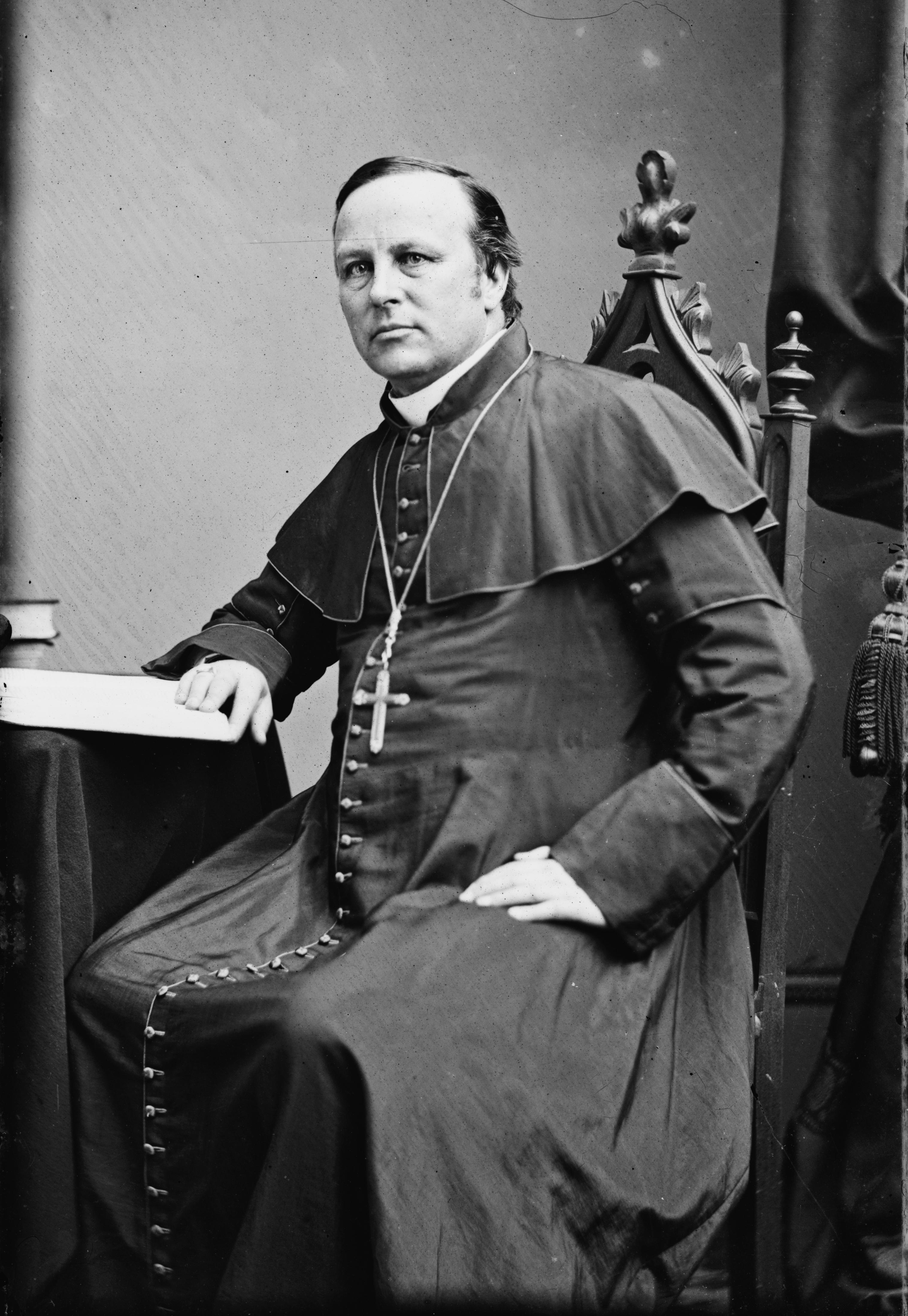
James II Bayley (1872-1877)
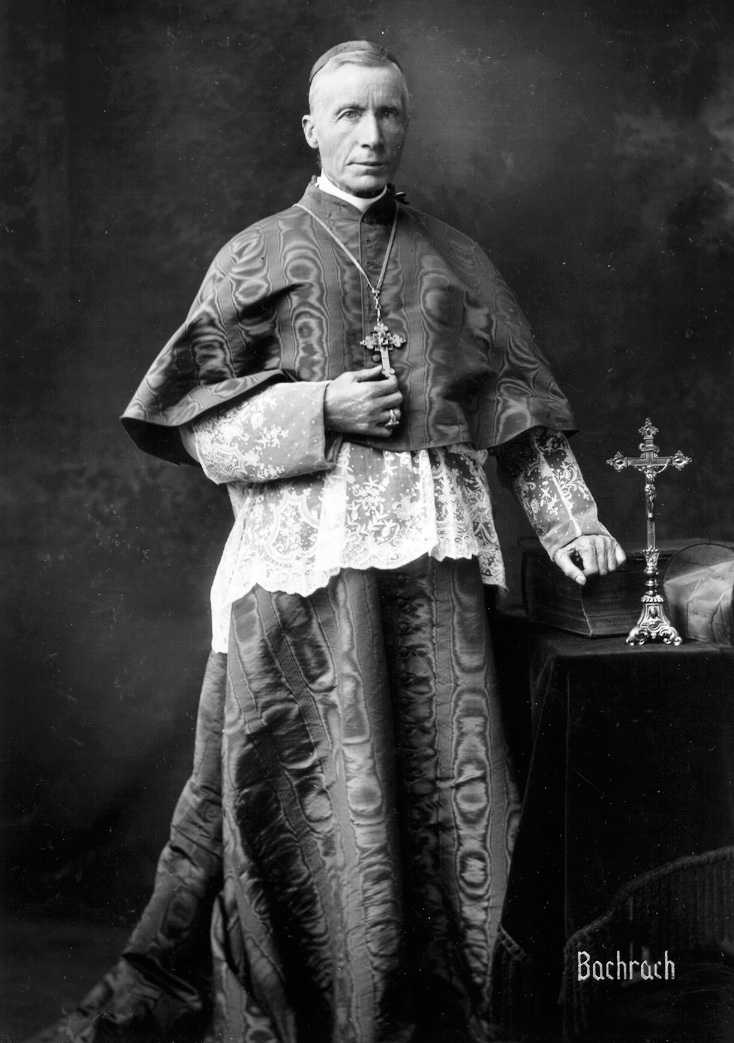
James III Gibbons (1877-1921)
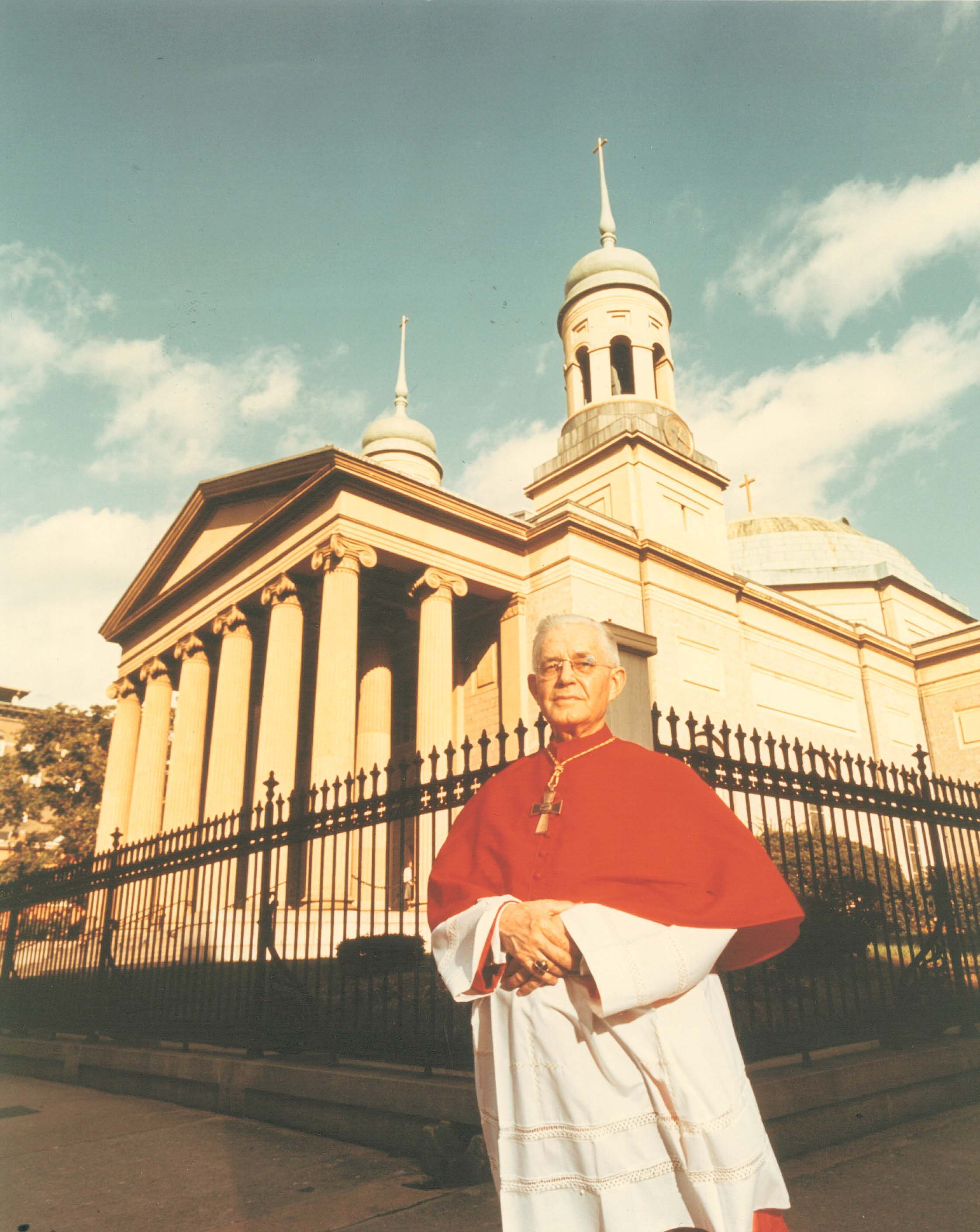
Lawrence Shehan (1961-1974)
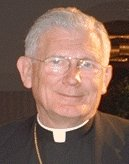
William II Keeler (1989-2007)
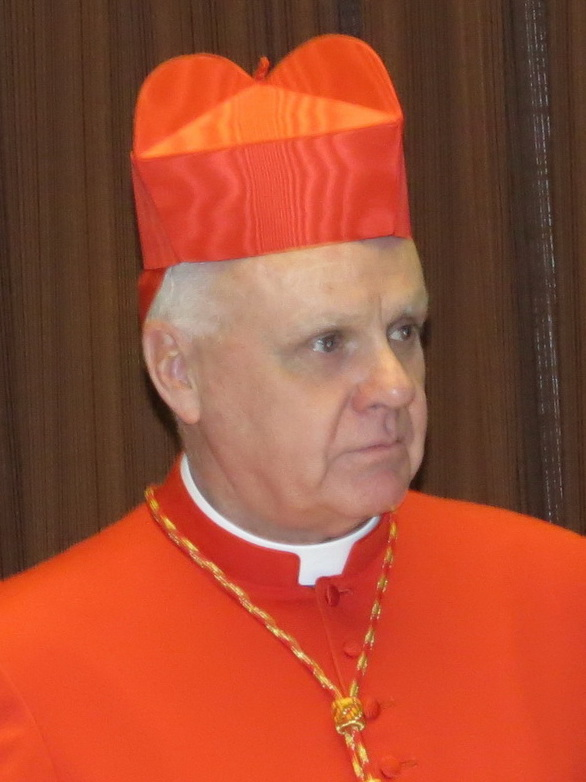
Edwin O’Brien (2007-2011)

## Source
- (en) Archdiocese of Baltimore, Catholic-Hierarchy